# Oknoplast
OKNOPLAST Sp. z o.o. ist ein polnisches Unternehmen für Kunststoff-Fenster, Fensterzubehör, Außentüren, Rollläden und Aluminium-Erzeugnisse. Firmensitz ist das Industriegebiet in Ochmanów bei Krakau, wo sich das Logistik- und Bürozentrum, eine 32.000 m² große Produktionsstätte sowie Lagerhallen und Rangierplätze befinden.
Oknoplast verfügt über ein Händlernetz mit über 1450 Handelspartnern u. a. in Deutschland, Italien, Frankreich, Schweiz, Polen, Tschechen, Slowakei, Ungarn und Slowenien.

## Geschichte
- 1994 – Gründung der „Produktionsunternehmen OKNOPLAST – Krakau GmbH“ mit Sitz in Krakau, Beginn der Herstellung von PVC-Fenstern und Türen
- 1997 – Beginn der Herstellung von Aluminium-Fenstern und Türen
- 2000 – Umzug des Unternehmens aus Krakau in das Industriegebiet in Ochmanów, Gemeinde Niepołomice
- 2005 – Beginn von Export in das europäische Ausland[3]
- 2009 – Beginn der Herstellung von Rollläden aus PVC und Aluminium
- 2010 – Änderung des Firmennamens von: „Produktionsunternehmen OKNOPLAST – Kraków GmbH“ in: „OKNOPLAST GmbH“
- 2012 – „OKNOPLAST GmbH“ wurde Top-Sponsor des italienischen Fußballklubs Inter Mailand[4][5][6]
- 2012 – Beginn der Isolierglasfertigung

## Preise und Auszeichnungen
- Marktführer 2012 – (neunfach) Auszeichnung für „Das beste Unternehmen in Polen“ im Bereich der Herstellung von Kunststoff-Fenstern[7]
- TOP Builder 2012 – Auszeichnung des Programmrates und der Redaktion von Builder[8]
- Forbes-Diamanten 2010 – Preis für Unternehmen, die ihren Wert dynamisch erhöhen[9]
- TERAZ POLSKA 2010 – Förderungswappen für beste Produkte. Den Preis erhielt das Fenster PLATINIUM in Kategorie „Bestes Produkt“[10]